# Serratosagitta tasmanica
Serratosagitta tasmanica är en djurart som tillhör fylumet pilmaskar, och som först beskrevs av Thompson 1947.  I den svenska databasen Dyntaxa används istället namnet Sagitta tasmanica. Enligt Catalogue of Life ingår Serratosagitta tasmanica i släktet Serratosagitta och familjen Sagittidae, men enligt Dyntaxa är tillhörigheten istället släktet Sagitta och familjen Sagittidae. Arten är reproducerande i Sverige. Inga underarter finns listade i Catalogue of Life.